# Ватанабэ, Кадзуми (легкоатлет)
Кадзуми Ватанабэ (яп. 渡辺 和己, 25 декабря 1935, Накагава, Фукуока — 21 апреля 2022, Фукуока) — японский легкоатлет-стайер и марафонец, тренер и спортивный функционер.
Во время его выступлений в японском марафоне не разрешалось пить воду и забеги были серьёзным испытанием. На тренировках бегал быстрее графика, установленного тренером. В подготовку включал кросс и интервальный бег. Став функционером, поддерживал Кюсю как «королевство бега на длинные дистанции».

## Биография
Родился 25 декабря 1935 года в городе Накагава префектуры Фукуока.

### Образование
Окончив среднюю школу Тикусино (ныне сельскохозяйственная школа Фукуока), поступил в Университет Тюо. После окончания университета стал менеджером компании Kyushu Electric Construction (впоследствии — Кюденко).

### Спортсмен
На летних Олимпийских играх 1960 года участвовал в марафоне. До середины дистанции не отставал от будущего чемпиона Абебе Бикила, в итоге заняв 32 место с результатом 2:29.45. На летних Олимпийских играх 1964 года в беге на 10 000 метров занял 28 место с результатом 31.00,6. Его личный рекорд в марафонском беге — 2:15.40 в марафоне в Беппу, а на 10 000 метров на стадионе — 29.10,4; оба забега были в 1963 году. Лучшее время на дистанции 10 миль по шоссе составило 50.31 в 1957 году, когда ему был 21 год.

### Тренер
Ученики:
- Кэндзи Идэ — участник чемпионатов мира и Азиатских игр.

### После спорта
После завершения выступлений[уточнить] начал курить.

### Функционер
В 2001 году стал председателем Ассоциации легкой атлетики Кюсю.

### Смерть
Ватанабэ умер от рака 21 апреля 2022 года в возрасте 86 лет.

## Семья
- Жена Хироко.

## Награды
- Премия Западной Японии за вклад в физическое воспитание (2006).